# Senat de Puerto Rico
El Senat de Puerto Rico (castellà: Senado de Puerto Rico) és la Cambra alta de l'Assemblea Legislativa de Puerto Rico, la legislatura territorial de Puerto Rico. El Senat, juntament amb la Cambra de Representants de Puerto Rico, controla la branca legislativa del govern de Puerto Rico.
L'estructura i responsabilitats del Senat es defineixen a l'article III de la Constitució de Puerto Rico, que dona tot el poder legislatiu a l'Assemblea Legislativa. Els projectes de llei ha de ser aprovats al Senat i a la Cambra, i signats pel Governador de Puerto Rico perquè puguin convertir-se en lleis.
El Senat té el poder exclusiu per fer mocions de censura al poder executiu. La Constitució també estableix que tots els secretaris nomenats pel governador als diferents departaments executius, així com tots els jutges així com l'oficina del Controlador, requereixen el consell i consentiment del Senat. Els jutges de la Cort Suprema de Justícia no poden assumir el càrrec fins després de la confirmació pel Senat.
El Senat està normalment compost per vint-i-set senadors: setze que representen els vuit districtes senatorials constituents a través de la mancomunitat, dos senadors per districte, i 11 addicionals que són elegits per acumulació.
El Senat es reuneix des de 1917, després de la promulgació de la Llei Jones que establí l'organisme formalment. La sessió actual és el 25è Senat de Puerto Rico, amb una majoria simple del Partit Popular Democràtic, que té el control sobre el Senat sense oposició política, a excepció de les esmenes constitucionals. [b]
El Senat es troba a la meitat est del Capitoli de Puerto Rico.

## Història
El Senat de Puerto Rico es va establir el 1917, després de la signatura de la Llei Jones. Signat 2 març 1917, l'acte va convertir als porto-riquenys en ciutadans dels Estats Units i van disposar de les facultades per tenir un Senat triat pel poble. Això es va fer amb la modificació i milora de la Llei Foraker, signada el 1900, que va concedir facultats administratives i executives limitades als porto-riquenys.
De 1900 a 1917, els porto-riquenys van fer diversos intents per convèncer els Estats Units per modificar la Llei Foraker, de manera que poguessin elegir el seu propi Senat. Al febrer de 1914, el Comissionat Resident de Puerto Rico, Luis Muñoz Rivera va presentar una proposta al Congrés dels EUA on va insistir en la creació d'un Senat de Puerto Rico amb més competències. Finalment, el gener de 1916, el representant William Jones va presentar la Llei Jones per a Puerto Rico i altres territoris. Va ser signat per Woodrow Wilson el 2 març 1917.
El 13 d'agost de 1917, el primera Senat de Puerto Rico va prestar jurament. Antonio R. Barceló va ser triat com el seu primer president, amb Eduardo Georgetti com a President Pro Témpore. En aquesta primera instància, el Senat es componia de 19 membres, 14 dels quals escollits pels set districtes senatorials i cinc elegits per acumulació.

## Eleccions al Senat

Composició del Senat de Puerto Rico : es divideix en vuit districtes senatorials amb dos senadors per districte i onze senadors addicionals triats per vot únic no transferible per circumscripció electoral única. Els dos grups serveixen conjuntament, amb les mateixes atribucions i drets.

Les eleccions al Senat se celebren cada quatre anys el dimarts després del primer dilluns de novembre, juntament amb les eleccions per a governador, comissionat resident, la casa, els alcaldes, i les assemblees municipals. L'última elecció va tenir lloc el 6 novembre 2012, on es van triar els membres de la 25a Senat de Puerto Rico. La propera elecció està programada per al 8 novembre 2016 en la qual es van elegir els membres de la 26a Senat de Puerto Rico. Els membres del Senat són elegits per un mandat de quatre anys. De Tony Fas Alzamora és el senador més veterà i més anys de servei, després d'haver servit durant nou mandats consecutius des de 1981 per un total de 34 anys.